# Abbey Lee

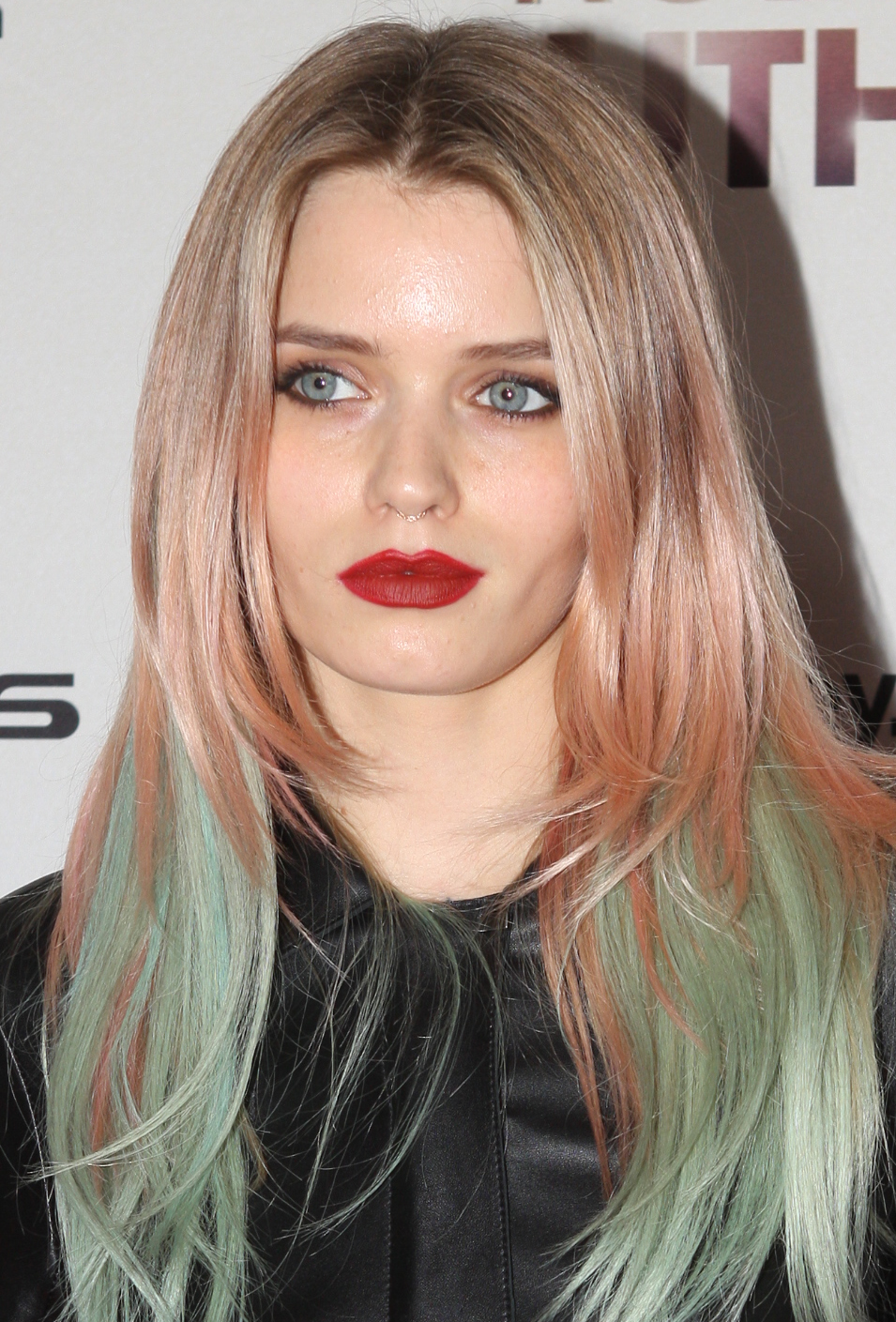
Abbey Lee 2015

Abbey Lee Kershaw (* 12. Juni 1987 in Melbourne, Victoria) ist ein australisches Model, Schauspielerin und Musikerin.

## Leben
Abbey Lee wurde in Melbourne geboren. Sie ist die Tochter einer Psychologin und des ehemaligen Australian-Football-League-Spielers Kim Kershaw. In ihrer Kindheit litt sie unter einer Meningitis und hatte einen Tumor im Kniebereich. Sie wuchs in Kensington in Melbourne City auf und ging auf die katholische St.-Michael's-Grundschule in North Melbourne. Danach besuchte sie die Academy of Mary Immaculate in Fitzroy.
Als Teenager arbeitete sie in verschiedenen Jobs, unter anderem auf einem Jahrmarkt und in einem Schnellrestaurant. 2004 nahm sie an der australischen Girlfriend Model Search teil und gewann den Wettbewerb. Nach der High School zog sie 2005 von Melbourne nach Sydney, um als Model zu arbeiten, und bekam kurze Zeit später einen Vertrag bei Chic Management. 2007 zog sie nach New York City und wurde von Models.com zum „Next Superstar“ gekürt. Sie debütierte auf der New Yorker Modewoche 2008. Für ihre erste Teilnahme an der Mailänder Modewoche wurde sie exklusiv für Gucci gebucht.

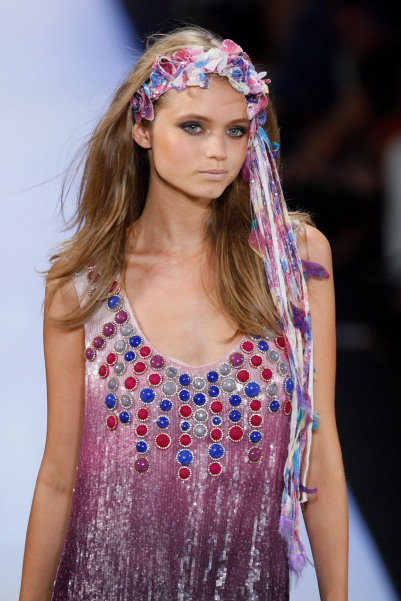
Abbey Lee 2009

2011 spielte sie in einem Kurzfilm eine Jiu-Jitsu-Kämpferin, 2015 bekam sie eine Rolle in dem Film Mad Max: Fury Road und 2016 die weibliche Hauptrolle in The Neon Demon. Es folgten weitere größere Rollen in Filmen wie  Der Dunkle Turm. 2018 spielte sie die Hauptrolle in dem Film Elizabeth Harvest.

## Filmografie

### Filme
- 2011: Submission (Kurzfilm)
- 2015: Mad Max: Fury Road
- 2015: Ruben Guthrie
- 2015: Caprice
- 2016: Snowbird (Kurzfilm)
- 2016: Gods of Egypt
- 2016: The Neon Demon
- 2016: Office Christmas Party
- 2017: Der Dunkle Turm (The Dark Tower)
- 2017: One Percent – Streets of Anarchy (Outlaws)
- 2017: Maverick (Kurzfilm)
- 2018: Caprice:
- 2018: Welcome the Stranger
- 2018: To the Night
- 2018: Elizabeth Harvest
- 2019: Lux Æterna
- 2021: Old
- 2021: Denen man vergibt (The Forgiven)
- 2024: Horizon – Eine amerikanische Saga – Kapitel 1 (Horizon: An American Saga – Chapter 1)
- 2024: Eifersucht (Killer Heat)

### Serien
- 2020: Lovecraft Country (10 Folgen)
- 2023: Florida Man (Miniserie, 7 Folgen)
- 2023: Waco – The Aftermath (5 Folgen)